# Homoneura lasdini
Homoneura lasdini är en tvåvingeart som beskrevs av Leander Czerny 1932. Homoneura lasdini ingår i släktet Homoneura och familjen lövflugor. Inga underarter finns listade i Catalogue of Life.